# 沙万
沙万（法語：Chavin，法語發音：[ʃavɛ̃]）是法国安德尔省的一个市镇，位于该省南部，属于沙托鲁区。

## 地理
沙万（46°33'40"N, 1°36'39"E）面积14.01 平方千米，位于法国中央-卢瓦尔河谷大区安德尔省，该省份为法国中部省份，北起卢瓦-谢尔省，西北接安德尔-卢瓦尔省，西南接维埃纳省，南至克勒兹省和上维埃纳省，东临谢尔省。
与沙万接壤的市镇（或旧市镇、城区）包括：马利科尔奈、勒默努、勒佩什罗、巴德孔-勒潘、波米耶。

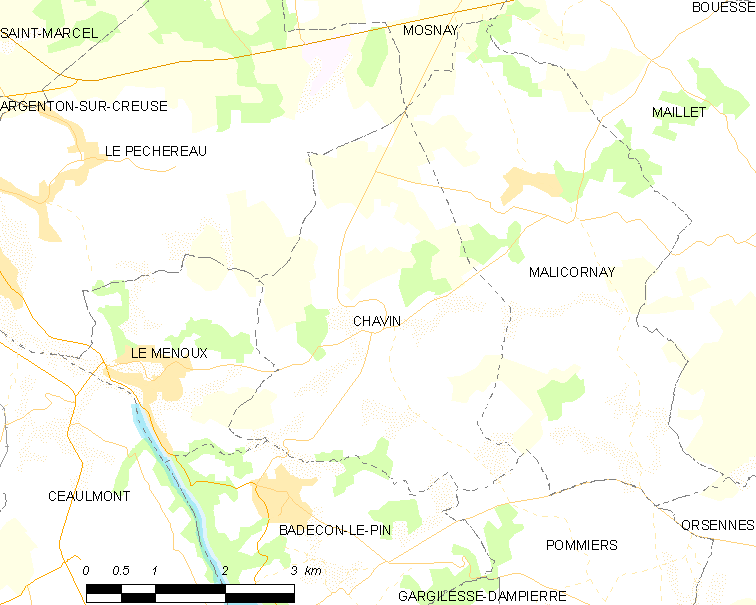
沙万的OSM定位图

沙万的时区为UTC+01:00、UTC+02:00（夏令时）。

## 行政
沙万的邮政编码为36200，INSEE市镇编码为36048。

## 政治
沙万所属的省级选区为克勒兹河畔阿让通县。

## 人口

1962-2008年间沙万人口变化图示

沙万于2022年1月1日时的人口数量为270人。